# Cheryl Blossom
Cheryl Marjorie Bella Blossom je fiktivní postava v americkém televizním seriálu Riverdale. Je jedinou dcerou Clifforda a Penelope Blossomových, kteří vlastní farmu na javorový sirup a patří k nejbohatším a nejvlivnějším lidem ve městě. Cheryl také měla dvojče Jasona, který tragicky zemřel 11. července. Jeho smrt je námětem celé první série seriálu. Cheryl je středoškolská studentka, kapitánka roztleskávaček River Vixens, samozvaná královna školy a milovnice červené barvy.

## Životopis
Cheryl se narodila a vyrostla ve městě Riverdale. Celá její rodina má napjaté vztahy s rodinou Cooperových, kvůli incidentu, který se stal v minulosti. Je nejpopulárnější studentkou na Riverdalelské střední škole a kapitánkou River Vixens. Její nejbližší osobou byl po celý život její bratr Jason, který ji vždy chránil. Když byli malí, vždy měli společnou narozeninovou oslavu a až po Jasonově smrti Cheryl pochopila, že to tak chtěl proto, že věděl, že na její oslavu by nikdo nepřišel. Po jeho smrti si vybudovala blízký vztah s Josie McCoy, hlavní zpěvačkou Riverdalelské dívčí skupiny Pussycats. Později se seznámí s Toni Topaz, která se pro ni stane její nejbližší osobou a také partnerkou. Později se připojí k hadům, ale za nedlouho jí Jughead vyhodí, protože se s Toni vloupaly do Pembrooke a ukradly zlaté vejce.

## Vzhled
Cheryl je mladá a krásná dívka se štíhlou postavou, vysoká přibližně 5 stop. Nejvíce ji charakterizují její dlouhé zrzavé vlasy, které se dědí v rodině Blossomových. Také má tmavě hnědé oči, plné rty a bledou pokožku. Typická pro ni je také ostře červená rtěnka, kterou nosí téměř pořád.
Obléká se vyzývavě, často nosí sukně, nebo šaty, které zdůrazňují její postavu. Její nejoblíbenější barva je červená, je na ní k vidění skoro vždy. Obvykle také nosí brož ve tvaru pavouka.

## Charakteristika
Cheryl by se dala popsat jako typická královna střední školy. Často chodí po chodbách, jako by jí patřily a také že patří. K většině lidí se chová arogantně a občas nahání strach. Nedává moc najevo své pocity, většinu času zůstává ledově klidná. Chová se, jako by jí na nikom nezáleželo. Jedinou výjimkou byl její bratr Jason, kterého milovala více než cokoli. Ve skutečnosti ale není tak zlá, jak si lidé myslí. Když chce dokáže se otevřít a být velmi milá a má i jemnou stránku, přestože ji moc neukazuje. To dokazuje i její přátelství s Josie McCoy, které je Cheryl vždy ochotna pomoci. Nemá dobré vztahy se svými rodiči. Jsou k ní chladní a odměření, což může vysvětlovat Cherylino chování.
Po Jasonově smrti na tom Cheryl nebyla moc dobře, přestože se snažila nadále působit silně. Dokonce se pokusila o sebevraždu, což jí nakonec spolužáci ze školy překazili. Po tom incidentu ale zesílila a její zlá stránka vzrostla. Postavila se proti své matce a dokonce vypálila rodinné sídlo, aby se mohla zbavit všech špatných vzpomínek na něj.